# (6221) Ducentesima
(6221) Ducentesima est un astéroïde de la ceinture principale.

## Description
(6221) Ducentesima est un astéroïde de la ceinture principale. Il fut découvert le 13 avril 1980 à l'Observatoire Kleť par Antonín Mrkos. Il présente une orbite caractérisée par un demi-grand axe de 3,18 UA, une excentricité de 0,10 et une inclinaison de 1,8° par rapport à l'écliptique.

## Compléments